# Irische Frauen-Rugby-Union-Nationalmannschaft
Die irische Frauen-Rugby-Union-Nationalmannschaft (englisch Ireland women's national rugby union team) ist die offizielle irische Nationalmannschaft in der Sportart Rugby Union und vertritt sowohl die Republik Irland als auch Nordirland bei allen Länderspielen (Test Matches) der Frauen. Die organisatorische Verantwortung trägt die Irish Rugby Football Union (IRFU). Das Team nimmt an den jährlichen Six Nations teil, zusammen mit England, Frankreich, Italien, Schottland und Wales. Bisher gewann Irland den Titel zwei Mal, einschließlich eines Grand Slams, bei insgesamt 30 Austragungen.
Irlands erstes Test Match fand 1993 statt, als es auswärts in Edinburgh Schottland unterlag. Traditionell spielt Irland in grünen Trikots mit weißen Hosen und grünen Socken. Seine wichtigsten internationalen Auftritte hat das Team bei den alle vier Jahre stattfindenden Weltmeisterschaften. Die Irinnen qualifizierten sich für sieben der bisher neun ausgetragenen Turniere und verpasste nur die Turniere 1991 und 2021; 2014 erreichten sie mit dem vierten Platz ihr bestes Ergebnis.
Die irische Nationalmannschaft repräsentiert die gesamte Insel Irland. Ihr gehören Spielerinnen sowohl aus der Republik Irland als auch aus dem zum Vereinigten Königreich gehörenden Nordirland an. Aus diesem Grund verwendet sie ihre eigene Flagge (jene der IRFU) und Hymne (Ireland’s Call). Alternativ betritt die Mannschaft das Spielfeld sowohl mit der Flagge Irlands als auch mit der Flagge der Provinz Ulster. Das Team wird, neben der ähnlich aufgestellten Hockeynationalmannschaft der Herren und der Damen sowie der irischen Frauen-Cricket-Nationalmannschaft, als wichtiges Symbol für Frieden und Zusammenarbeit auf der politisch geteilten Insel betrachtet.

## Organisation
Verantwortlich für die Organisation von Rugby Union in Irland ist die Irish Rugby Football Union (IRFU), die 1879 durch den Zusammenschluss zweier Verbände entstand. 1886 gründete die IRFU zusammen mit der Scottish Rugby Union (SRU) und der Welsh Rugby Union (WRU) das International Rugby Football Board (IRFB; heute World Rugby). Außerdem trat die IRFU 1999 dem europäischen Kontinentalverband FIRA-AER (heute Rugby Europe) bei. Die IRFU besteht aus den vier Provinzverbänden Connacht Rugby, Leinster Rugby, Munster Rugby und Ulster Rugby, die mit jeweils eigenen Mannschaften an der nationalen Liga IRFU Women’s Interprovincial Series teilnehmen.

## Geschichte

### Erste Jahre
Die Irish Women's Rugby Football Union (IWRFU) gründete sich 1991. Am 14. Februar 1993 bestritten die Irinnen ihr erstes Test Match auswärts gegen die Schottinnen. Für Schottland war dies ebenso das Länderspieldebüt. Das Spiel fand im Raeburn Place vor mehr als 1.000 Zuschauern statt. Trainer der Irinnen war Alain Rolland, während Sandy Carmichael die Schottinnen trainierte. Schottland gewann mit 10:0 nach zwei Versuchen durch ihre Kapitänin Sandra Colamartino. Irlands erste Kapitänin war Jill Henderson. Ein Jahr später, am 13. Februar 1994, bestritt Irland sein erstes Heimspiel beim Rückspiel in Ravenhill. Dieses gewann Schottland mit 5:0. 2001 wurde die IWRFU der Irish Rugby Football Union (IRFU) angegliedert, schloss sich 2008 schließlich mit der IRFU zusammen und seit 2009 trägt die IRFU die Verantwortung für das Frauenteam.

### Weltmeisterschaften
Seit ihrem Debüt bei der zweiten Weltmeisterschaft 1994 nahm Irland an fast allen Weltmeisterschaften teil und verpassten nur das Turnier 2021. Die Irinnen gewannen am 13. April 1994 ihr erstes Weltmeisterschaftsspiel gegen eine schottische Studentenmannschaft mit 18:5. Dies war zugleich Irlands erstes Pflichtspiel überhaupt.
Irlands beste Leistung erfolgte bei der Weltmeisterschaft 2014 nach einem Vorrundensieg über Neuseeland, woraufhin sie ihre Gruppe gewannen. Nach einem Sieg im ersten Vorrundenspiel über die Vereinigten Staaten mit 23:17 traf Irland auf den Titelverteidiger Neuseeland. Nach Versuchen durch Heather O’Brien und Alison Miller sowie zwei Erhöhungen und einen Straftritt von Niamh Briggs schlugen die Irinnen die Neuseeländerinnen mit 17:14. Für Neuseeland war dies erst die zweite Niederlage bei einer Weltmeisterschaft. Außerdem war dies das erste Aufeinandertreffen der Irinnen mit den Neuseeländerinnen und nach Munster 1978 waren sie erst das zweite irische Team, dem ein Sieg über eine neuseeländische Rugby-Union-Nationalmannschaft gelang. Das Ergebnis gilt als „eine der größten Überraschungen der Turniergeschichte“. Nach einem 40:5-Sieg über Kasachstan qualifizierten sich die Irinnen für das Halbfinale. Irland erreichte schließlich den vierten Platz nachdem es das Play-off um den dritten Platz gegen Frankreich mit 18:25 verlor.
Die Irinnen scheiterten in der Weltmeisterschaft 2021-Qualifikation, nachdem sie in der Qualifikation im September 2021 in Italien den dritten Platz erreichten.

### Six Nations

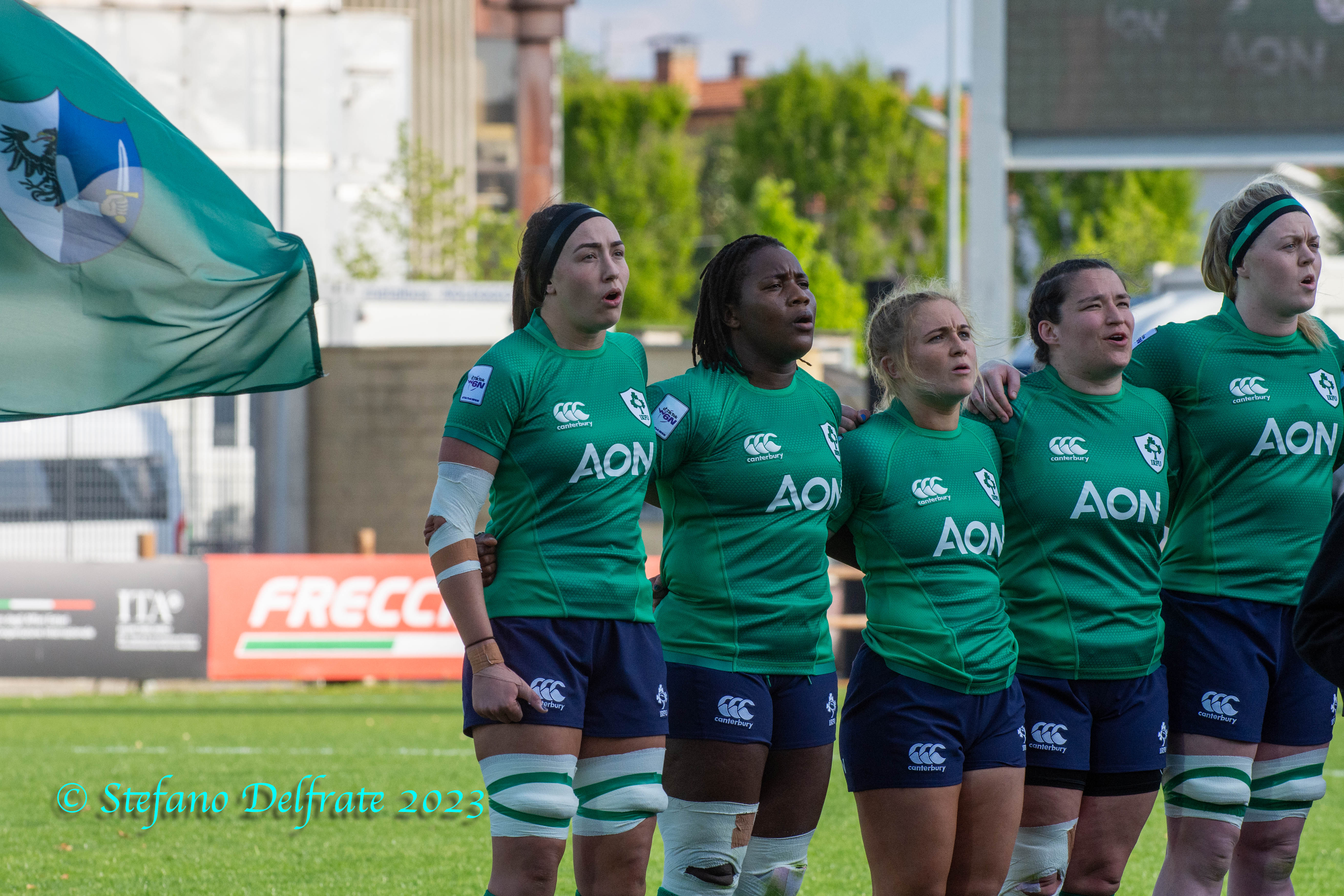
Irland bei den Six Nations 2023

Irland debütierte beim Six Nations, damals noch Women's Home Nations Championship genannt, beim ersten Turnier 1996. Am 21. Januar 1996 bestritten sie ihr erstes Spiel gegen Schottland. In den 1990er und frühen 2000er Jahren spielte Irland nie um die Meisterschaft mit. Sie landeten oft auf dem letzten Tabellenplatz und „gewannen“ damit den Wooden spoon. Bevor sie 2013 ihre erste Meisterschaft gewannen, war ihre vorherige beste Position der dritte Tabellenplatz. 2000 und 2001 nahmen sie nicht am Turnier teil und wurden Spanien ersetzt. Nach ihrer Rückkehr zum Turnier 2002 wurde das Turnier zum Six Nations. Beim selben Turnier erlitten sie ihre höchste Niederlage überhaupt gegen England mit 0:79. Irland gewann sein erstes Spiel 2005 gegen Wales mit 11:6. Am 10. März 2007 gelang der erste Sieg über Schottland überhaupt mit 18:6 in Meggetland. 2009 kam der erste Sieg über Frankreich hinzu.
2013 gewannen die Irinnen schließlich ihr erstes Turnier mitsamt Triple Crown und Grand Slam. Ihr erstes Spiel gewannen sie gegen Wales mit 12:10. Am 9. Februar 2013 gelang ihr erster Sieg über England überhaupt. Alison Miller gelangen drei Versuche und Irland gewann mit 25:0. Am 23. Februar 2013 gewannen sie ihre erste Triple Crown mit einem 30:3-Sieg über Schottland. Am 8. März sicherte sich Irland mit einem Sieg über Frankreich mit 15:10 den Turniertitel. Als Italien am nächsten Tag England unterlag, wurde Irland zum Sieger gekrönt. Irland hatte schlussendlich einen Tabellenvorsprung von vier Punkten vor dem zweitplatzierten Frankreich. Irland sicherte sich den Grand Slam mit einem 6:3-Auswärtssieg über Italien am Saint Patrick’s Day. Zwei Straftritte durch Niamh Briggs bescherten Irland den fünften Sieg in Folge.
2015 gewannen die Irinnen ihren zweiten Turniertitel und zweite Triple Crown in drei Jahren. Sie gewannen das Turnier durch Punktedifferenz vor den Französinnen, nachdem beide Teams jeweils vier ihrer fünf Spiele gewonnen hatten. Für den Turniersieg musste Irland das letzte Spiel gegen Schottland mit mehr als 27 Punkten gewinnen, was ihnen mit einem 73:3-Sieg gelang. Das Ergebnis war außerdem bis dahin Irlands höchster Sieg.

### Europameisterschaften
Außerdem nahm Irland an der Frauen-Rugby-Union-Europameisterschaft teil. Sie beteiligten sich erstmals 1997 an dem Turnier. Ihr bestes Abschneiden war der dritte Platz 2008. 2004 gewannen die Irinnen das Plate-Finale mit einem Sieg von 20:12 über Spanien.

## Symbol, Flagge und Hymne

Flagge der IRFU

Irland spielt traditionell in einem grünen Trikot mit weißer Hose und grünen Socken, weshalb die Spielerinnen auch als women in green („Frauen in Grün“) bezeichnet werden. Das Logo enthält ein Shamrock (dreiblättriges Kleeblatt) und einen Rugbyball.
Die irische Frauen-Rugby-Union-Nationalmannschaft ist eine der wenigen nationalen Mannschaften auf der Insel, die sowohl bei irischen Nationalisten als auch bei den Anhängern einer Union mit dem Vereinigten Königreich Unterstützung genießt. Da die Mannschaft sich aus Spielerinnen aus zwei voneinander unabhängigen Ländern zusammensetzt, gab es in der Vergangenheit mehrmals Kontroversen über die zu verwendenden Flaggen und Hymnen.
Seit 1995 wird bei Auswärtsspielen Ireland’s Call gespielt, eine von Phil Coulter eigens zu diesem Zweck komponierte Hymne, die das Zusammengehörigkeitsgefühl der vier historischen Provinzen Irlands betont und keinen Hinweis auf die politische Teilung enthält. Dies führte zu Beginn zu Protesten bei einigen Spielerinnen und Fans aus der Republik Irland, die forderten, dass weiterhin Amhrán na bhFiann gespielt werden sollte. Aus diesem Grund wird Ireland’s Call bei Heimspielen in Dublin stets zusammen mit Amhrán na bhFiann gespielt.
Die Flagge Irlands wird ausschließlich bei Spielen in Dublin gehisst, und dies auch nur zusammen mit einer Flagge, welche die vier historischen Provinzen Irlands (Connacht, Leinster, Munster und Ulster) symbolisiert. Bei Auswärtsspielen wird nur die Verbandsflagge gehisst. Häufig verwendet wird das typisch irische Shamrock-Symbol.

## Stadien
Wie in den Rugbynationen Frankreich, Italien, Kanada, Neuseeland, Schottland, Südafrika, den Vereinigten Staaten und Wales gibt es in Irland kein offizielles „Nationalstadion“, vielmehr werden verschiedene Stadien auf der Insel verwendet, auch um das Frauenrugby zu verbreiten. Im Rahmen der Six Nations kommen vor allem die Stadien Musgrave Park in Cork, RDS Arena in Dublin und Kingspan Stadium in Belfast zum Einsatz.

## Test Matches
Irland hat 88 seiner bisher 211 Test Matches gewonnen, was einer Gewinnquote von 41,71 % entspricht. Die Statistik der Test Matches Irlands gegen alle Nationen, alphabetisch geordnet, ist wie folgt (Stand: 26. April 2025):
| Land               | Spiele | Gewonnen | Unent- schieden | Verloren | % Siege |
| ------------------ | ------ | -------- | --------------- | -------- | ------- |
| Australien         | 5      | 2        | 0               | 3        | 40,00   |
| Deutschland        | 3      | 3        | 0               | 0        | 100,00  |
| England            | 33     | 2        | 0               | 31       | 6,06    |
| Frankreich         | 33     | 3        | 1               | 29       | 9,09    |
| Italien            | 24     | 20       | 0               | 4        | 83,33   |
| Japan              | 7      | 5        | 0               | 2        | 71,43   |
| Kanada             | 4      | 1        | 0               | 3        | 25,00   |
| Kasachstan         | 7      | 4        | 0               | 3        | 57,14   |
| Kolumbien          | 1      | 1        | 0               | 0        | 100,00  |
| Neuseeland         | 3      | 2        | 0               | 1        | 66,67   |
| Niederlande        | 3      | 3        | 0               | 0        | 100,00  |
| Samoa              | 1      | 0        | 0               | 1        | 0,00    |
| Schottland         | 34     | 16       | 0               | 18       | 47,06   |
| Spanien            | 11     | 5        | 0               | 6        | 45,45   |
| Südafrika          | 1      | 1        | 0               | 0        | 100,00  |
| Vereinigte Staaten | 9      | 4        | 0               | 5        | 44,44   |
| Wales              | 32     | 15       | 0               | 17       | 46,88   |
| Gesamt             | 211    | 88       | 1               | 122      | 41,71   |

## Rivalitäten mit anderen Nationalmannschaften
Insbesondere mit den Nationalmannschaften der benachbarten britischen Home Nations pflegen die Irinnen eine große Rivalität, wobei das Duell mit England besonders hervorzuheben ist. Irland und England bestritten bisher 33 Test Matches, wovon Irland zwei und England 31 gewann. Bei Weltmeisterschaften trafen die Mannschaften bisher dreimal aufeinander (Gruppenspiele 2006 und 2010 sowie Viertelfinale 2014), wovon England alle gewann.
Neben England ist auch Schottland ein großer Rivale. Diese Rivalität zwischen den beiden „keltischen Nationen“ ist geprägt durch viele besondere Vorfälle im Lauf der Jahrzehnte; zusätzlich gewinnt die Rivalität eine besondere Note durch die wechselseitige Einwanderung, die im 19. und auch im 20. Jahrhundert stattfand. Von den 34 bisherigen Begegnungen gewann Irland 16 und Schottland 18. Bei Weltmeisterschaften trafen die Mannschaften bisher dreimal aufeinander (Shield-Halbfinale 1994, Platzierungshalbfinale 2006 und 2010), wobei Schottland 1994 und 2006 gewann und Irland 2010.

## Erfolge

### Weltmeisterschaften
Irland hat sich bisher für sieben Weltmeisterschaften qualifiziert. Das beste Resultat war der vierte Platz beim Turnier 2014.
| Jahr | Resultat           | Spiele             | Siege              | Unent.             | Ndlg.              | +/-                | Punkte             |
| ---- | ------------------ | ------------------ | ------------------ | ------------------ | ------------------ | ------------------ | ------------------ |
| 1991 | nicht teilgenommen | nicht teilgenommen | nicht teilgenommen | nicht teilgenommen | nicht teilgenommen | nicht teilgenommen | nicht teilgenommen |
| 1994 | 7. Platz           | 5                  | 2                  | 0                  | 3                  | 32:125             | –                  |
| 1998 | 10. Platz          | 5                  | 2                  | 0                  | 3                  | 57:82              | –                  |
| 2002 | 14. Platz          | 4                  | 1                  | 0                  | 3                  | 18:97              | 2                  |
| 2006 | 8. Platz           | 5                  | 1                  | 0                  | 4                  | 72:96              | 5                  |
| 2010 | 7. Platz           | 5                  | 3                  | 0                  | 2                  | 94:90              | 10                 |
| 2014 | 4. Platz           | 5                  | 3                  | 0                  | 2                  | 105:101            | 13                 |
| 2017 | 8. Platz           | 5                  | 2                  | 0                  | 3                  | 89:115             | 8                  |
| 2021 | nicht qualifiziert | nicht qualifiziert | nicht qualifiziert | nicht qualifiziert | nicht qualifiziert | nicht qualifiziert | nicht qualifiziert |
| 2025 | qualifiziert       | qualifiziert       | qualifiziert       | qualifiziert       | qualifiziert       | qualifiziert       | qualifiziert       |
| 2029 | noch ausstehend    | noch ausstehend    | noch ausstehend    | noch ausstehend    | noch ausstehend    | noch ausstehend    | noch ausstehend    |
| 2033 | noch ausstehend    | noch ausstehend    | noch ausstehend    | noch ausstehend    | noch ausstehend    | noch ausstehend    | noch ausstehend    |

### Home Nations / Five Nations / Six Nations
Irlands einziges jährliches Turnier sind die Six Nations, wo man gegen fünf andere europäische Mannschaften antritt: England, Frankreich, Italien, Schottland und Wales. Die Six Nations begannen 1996 als Home Nations Championship, bestehend aus England, Irland, Schottland und Wales. Frankreich wurde 1999 Teil des Turniers, das damit zu den Five Nations wurde, ehe sich Spanien 2002 dem Turnier anschloss und 2007 durch Italien ersetzt wurde, das seitdem als Six Nations firmiert. Irland gewann seinen ersten Titel 2013, mitsamt Grand Slam, das heißt eine Triple Crown und ein zusätzlicher Sieg gegen Frankreich im Verlaufe eines Turniers. Seitdem konnte Irland das Turnier ein weiteres Mal mitsamt Triple Crown (Siege gegen die anderen Home Nations) gewinnen.
- 2 Siege (2013, 2015)
- 1 Grand Slam (2013)
- 1 Triple Crown (2015)

### Europameisterschaften
In der Vergangenheit beteiligte sich die irische Nationalmannschaft an den Rugby-Europameisterschaften, dabei gelang jedoch kein Turniersieg.

## Spielerinnen

### Aktueller Kader
Die folgenden Spielerinnen bilden den Kader während der Weltmeisterschaft 2025:
| Spielerin            | Position         | Verein                       | Länderspiele |
| -------------------- | ---------------- | ---------------------------- | ------------ |
| Emily Lane           | Gedrängehalb     | Blackrock College / Munster  | 17           |
| Aoibheann Reilly     | Gedrängehalb     | Blackrock College / Connacht | 16           |
| Molly Scuffil-McCabe | Gedrängehalb     | Manawatu / Leinster          | 22           |
| Stacey Flood         | Verbinderin      | Railway Union / Leinster     | 20           |
| Nicole Fowley        | Verbinderin      | Galwegians / Connacht        | 14           |
| Dannah O’Brien       | Verbinderin      | Old Belvedere / Leinster     | 26           |
| Enya Breen           | Innendreiviertel | Blackrock College / Munster  | 31           |
| Aoife Dalton         | Innendreiviertel | Old Belvedere / Leinster     | 24           |
| Eve Higgins          | Innendreiviertel | Railway Union / Leinster     | 28           |
| Nancy McGillivray    | Innendreiviertel | Exeter Chiefs                | 01           |
| Amee-Leigh Costigan  | Außendreiviertel | Railway Union / Munster      | 10           |
| Anna McGann          | Außendreiviertel | Railway Union / Connacht     | 11           |
| Béibhinn Parsons     | Außendreiviertel | Blackrock College / Connacht | 28           |
| Méabh Deely          | Schlussfrau      | Blackrock College / Connacht | 14           |

| Spielerin                  | Position               | Mannschaft                   | Länderspiele |
| -------------------------- | ---------------------- | ---------------------------- | ------------ |
| Beth Buttimer              | Haklerin               | UL Bohemians / Munster       | 0            |
| Neve Jones                 | Haklerin               | Gloucester–Hartpury          | 37           |
| Cliodhna Moloney-MacDonald | Haklerin               | Exeter Chiefs                | 45           |
| Linda Djougang             | Pfeiler                | Old Belvedere / Leinster     | 48           |
| Sadhbh McGrath             | Pfeiler                | Cooke / Ulster               | 16           |
| Niamh O’Dowd               | Pfeiler                | Old Belvedere / Leinster     | 17           |
| Ellena Perry               | Pfeiler                | Gloucester-Hartpury          | 01           |
| Claire Boles               | Zweite-Reihe-Stürmerin | Railway Union / Ulster       | 06           |
| Ruth Campbell              | Zweite-Reihe-Stürmerin | Old Belvedere / Leinster     | 08           |
| Eimear Corri Fallon        | Zweite-Reihe-Stürmerin | Blackrock College / Leinster | 06           |
| Siobhán McCarthy           | Zweite-Reihe-Stürmerin | Railway Union / Munster      | 09           |
| Sam Monaghan               | Zweite-Reihe-Stürmerin | Gloucester-Hartpury          | 23           |
| Fiona Tuite                | Zweite-Reihe-Stürmerin | Old Belvedere / Ulster       | 17           |
| Brittany Hogan             | Flügelstürmerin        | Old Belvedere / Ulster       | 34           |
| Ivana Kiripati             | Flügelstürmerin        | Creggs / Connacht            | 02           |
| Edel McMahon               | Flügelstürmerin        | Exeter Chiefs / Connacht     | 34           |
| Grace Moore                | Flügelstürmerin        | Trailfinders / Ulster        | 22           |
| Aoife Wafer                | Flügelstürmerin        | Blackrock College / Leinster | 15           |

### Bekannte Spielerinnen
Bisher ist noch keine irische Spielerin in die World Rugby Hall of Fame aufgenommen worden.

## Trainer
Folgende Personen waren Trainer der irischen Nationalmannschaft:
| Name            | Jahre     |
| --------------- | --------- |
| Alain Rolland   | 1993      |
| Johnnie Neary   | 1998      |
| Philip Doyle    | 2003–2006 |
| John O’Sullivan | 2006–2008 |
| Steven Hennessy | 2009–2010 |
| Kevin West      | 2010–2012 |
| Philip Doyle    | 2012–2014 |
| Tom Tierney     | 2014–2017 |
| Adam Griggs     | 2017–2021 |
| Greg McWilliams | 2021–2023 |
| Scott Bemand    | seit 2023 |